# Отпадение Нидерландов от испанского владычества
«История отпадения соединённых Нидерландов от испанского владычества» (нем. Geschichte des Abfalls der vereinigten Niederlande von der spanischen Regierung) — первое историческое сочинение немецкого писателя Фридриха Шиллера, опубликованное в 1788 году. Посвящено Нидерландской революции. Осталось незаконченным, но принесло автору славу историка.

## Создание
В 1786 году Фридрих Шиллер (к тому времени автор нескольких драм) увлёкся историей. В одном из писем другу, Готфриду Кёрнеру, он признался, что хотел бы лет 10 заниматься только исторической наукой. Помимо интереса, Шиллером двигало ещё и стремление стать профессором, обрести солидную репутацию и постоянный доход (он называл это «экономической славой» и впоследствии получил кафедру истории в Йене). У него возникла идея сборника «История замечательных заговоров и восстаний», и в августе 1787 года Шиллер начал писать для этого сборника историю Нидерландской революции, вышедшую в 1788 году.